# Isognathus occidentalis
Isognathus occidentalis Clark, 1929 è un lepidottero appartenente alla famiglia Sphingidae, diffuso in America Meridionale.

## Descrizione

### Adulto
A prima vista appare molto simile a I. excelsior sia nell'ala anteriore, sia in quella posteriore; tuttavia in questa specie la superficie ventrale dell'addome risulta marroncina, laddove in I. excelsior si mostra di un bianco candido.

La pagina superiore dell'ala anteriore è di un grigio intenso, analogo a quello di I. excelsior, sebbene la parte distale risulti più scura, con la presenza di una zona mediana nerastra, costituita da una serie di geometrie che convergono a formare un elaborato disegno, compreso tra la metà della costa ed i due terzi basali del margine interno.

Anche la pagina inferiore ricorda da vicino quella di I. excelsior, oltre che di I. menechus, essendo tinta di un marroncino alquanto uniforme, con lievi striature trasversali di colore più intenso nella parte postdiscoidale.

L'ala posteriore è gialla per i tre quarti basali, ma mostra una banda marrone che parte dal quarto distale della costa e giunge, con margine interno dentellato, fino all'angolo anale, dove si stempera in una macchia che riprende i colori dell'ala anteriore, occupando l'intera lunghezza del termen.

La pagina inferiore, anch'essa simile a quella di I. excelsior e I. menechus, rivela invece una larga banda costale marroncina, che prosegue anche per tutto il margine esterno fino all'angolo anale, via via assottigliandosi; il resto della superficie dell'ala è campito di una tonalità di giallo analoga a quella della superficie dorsale, appena un po' più sbiadita.

L'apice dell'ala anteriore non è falcato, mentre il termen è lievemente dentellato in ambo i sessi, ma soltanto nell'ala anteriore.

Le antenne sono filiformi e lievemente uncinate all'estremità, con una lunghezza pari a circa la metà della costa.

Il torace è molto scuro dorsalmente, ma assume una colorazione marroncina sulla superficie ventrale.

L'addome appare scuro sul dorso, mentre ventralmente la sua colorazione è simile a quella del torace, come già anticipato; le bande trasversali sono poco distinguibili.

L'apertura alare del maschio è di 102–106 mm, mentre quella della femmina arriva a 112 mm.

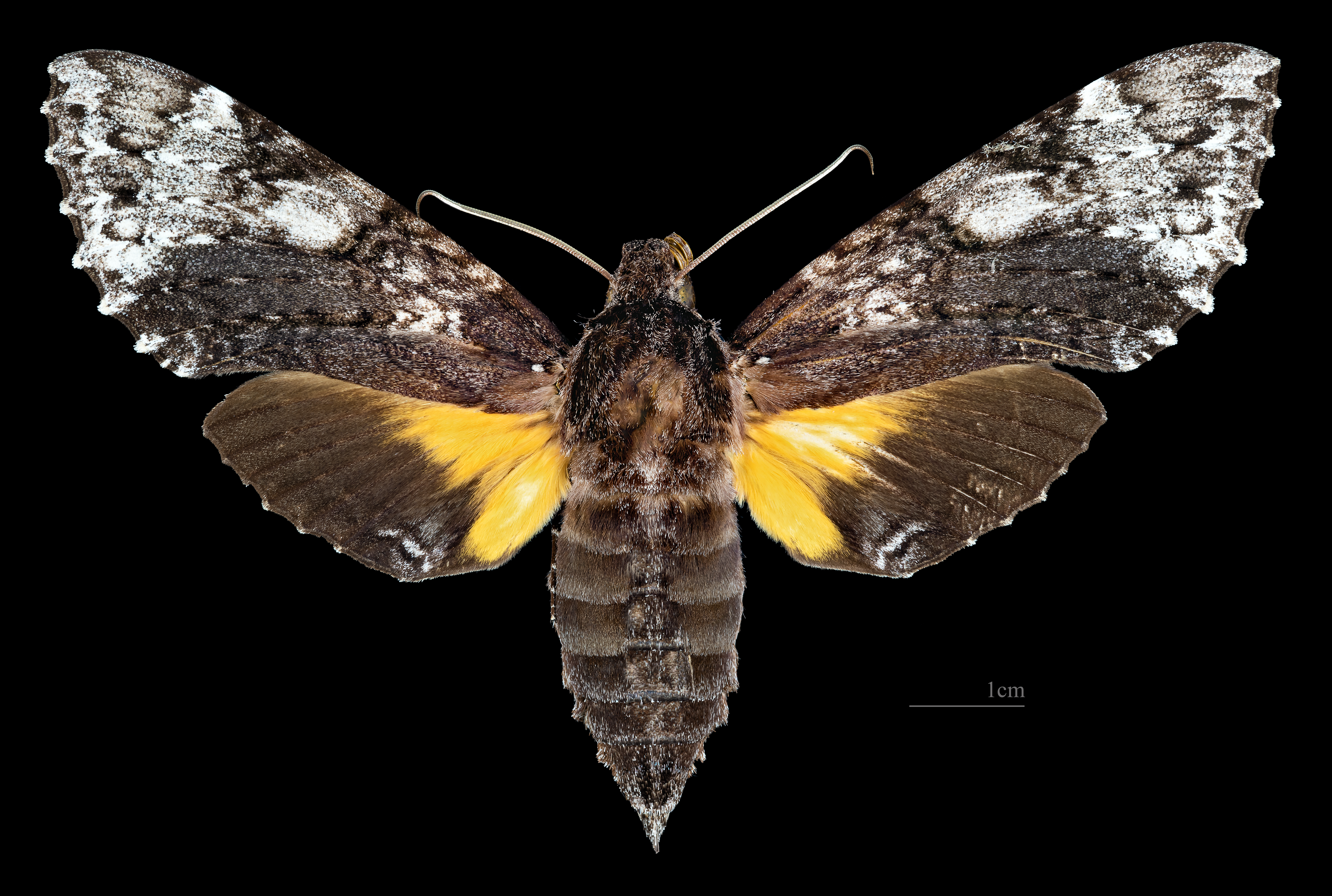
Isognathus occidentalis ♀
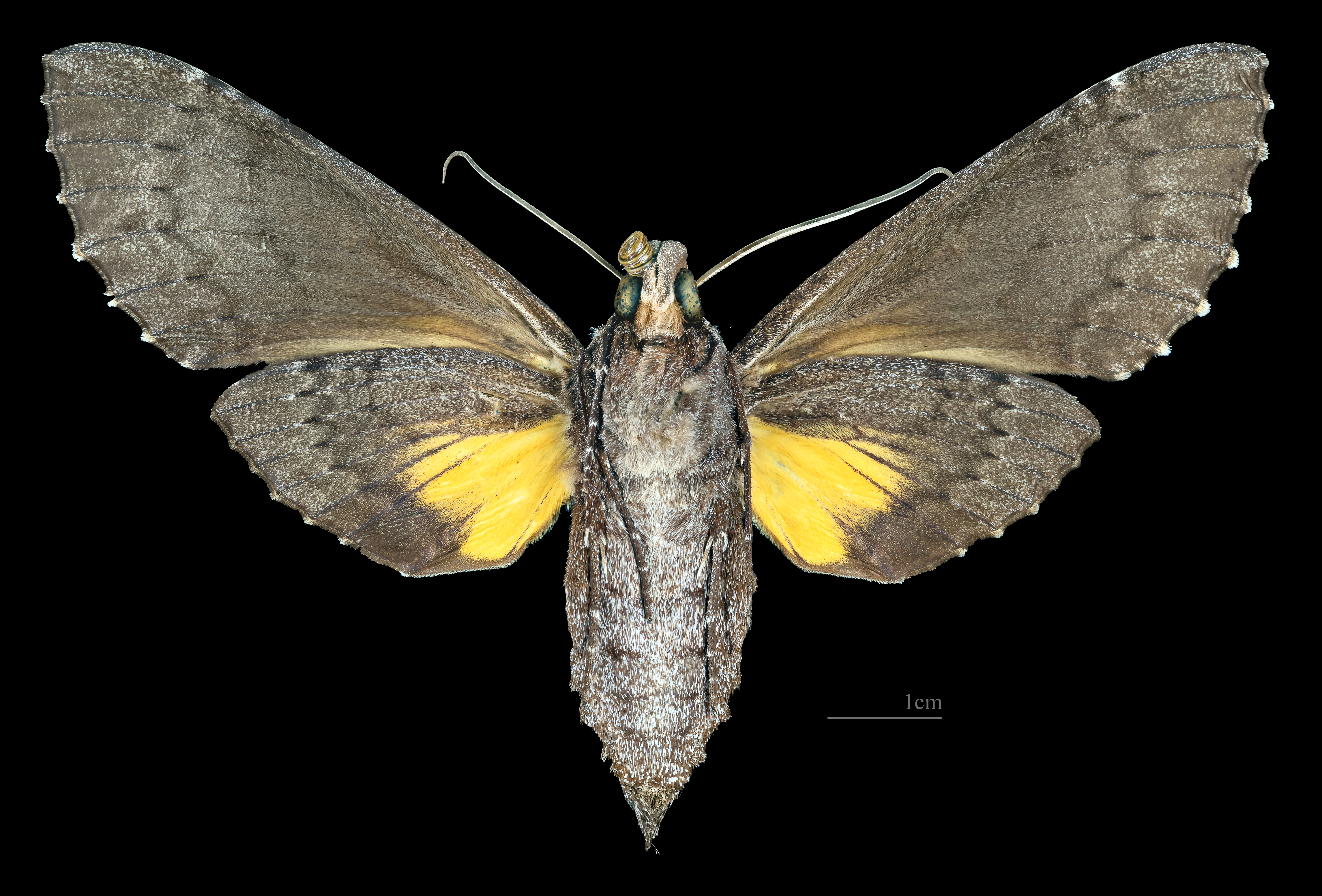
Isognathus occidentalis  ♀ △

### Larva
Il bruco è cilindrico, con capo piccolo, tondeggiante e giallastro. Il cornetto caudale sull'ottavo urotergite è affusolato e molto lungo. La colorazione vivace suggerisce che possa essere di sapore sgradevole per i predatori.

### Pupa
La crisalide è adectica ed obtecta, con un cremaster poco sviluppato; si rinviene all'interno di un bozzolo dalle pareti sottili, posto negli strati superficiali della lettiera del sottobosco.

## Biologia

### Comportamento
La specie, come le sue congeneri, ha abitudini principalmente crepuscolari. Durante l'accoppiamento, le femmine richiamano i maschi grazie ad un feromone rilasciato da una ghiandola posta all'estremità addominale.

L'adulto emerge dal bozzolo da 8 a 24 giorni dopo l'impupamento.

### Periodo di volo
La specie è multivoltina, con adulti che sfarfallano in tutti i mesi dell'anno.

### Alimentazione
Le piante nutrici sono membri delle Apocynaceae, come Himatanthus lancifolius (Muell. Arg.) Woodson.

L'areale di questa specie è compreso all'interno dell'ecozona neotropicale

## Distribuzione e habitat
La specie ha un areale esclusivamente neotropicale, essendo distribuita dal Venezuela meridionale (Amazonas), al Brasile nord-occidentale (Amazonas, locus typicus,  e Pará), fino alla Guyana francese (Saint-Georges-de-l'Oyapock e Saul). È inoltre da confermare la sua presenza anche in Suriname e Guyana.
L'habitat è rappresentato da foreste tropicali, e sub-tropicali, dal livello del mare fino a modeste altitudini.

## Tassonomia
Alcuni autori considerano questo taxon una sottospecie di I. rimosa.

### Sottospecie
Non sono state descritte sottospecie.

### Sinonimi
Sono stati riportati due sinonimi.
- Isognathus amazonica Clark, 1928 - Proc. New Engl. zool. Club. 10: 42 - Locus typicus: Brasile, Amazonas[8] (sinonimo eterotipico)
- Isognathus tepuyensis Lichy, 1962 - Rev. Facult. Agron., 2: 138 - Locus typicus: Venezuela, Sierra de Lema[9] (sinonimo eterotipico) - Secondo alcuni autori è da considerarsi specie a sé stante.[10]

## Conservazione
Lo stato di conservazione della specie non è stato ancora valutato dalla Lista rossa IUCN.